# Walker háborúi
Walker háborúi: Az amerikai William Walker kalandor 1853-tól 1860-ig három expedíciót vezetett a latin-amerikai területekre. Az általa toborzott Amerikai Falanx csupa zsoldosból verődött össze. A meghódított területeket Walker sok esetben magánállamaként kezelte.
- Walker Mexikóban – Walker első kalandja Felső-Kaliforniában indult. Az országot az Amerikai Falanx meghódította, de az USA támogatásának híján a szerzeményt hamar elvesztették.
- Walker Nicaraguában – William Walker a konzervatívok ellen küzdő liberálisok hívták az országba, amelyet a kalandor teljesen uralma alá hajtott. A szomszédos államok és Nagy-Britannia összefogott ellene és megdöntötték hatalmát.
- Walker Hondurasban – Walker utolsó útja Hondurasba vezetett. Itt azonban elfogták és mint kalózt, kivégezték.